# Tahitiens de Nouvelle-Calédonie
Les Tahitiens forment une petite communauté au sein de la population de la collectivité sui generis française de Nouvelle-Calédonie. Avec 5 608 individus en 2014, ils représentent 2,09 % de la population totale de l'archipel (4 985 personnes et 2,03 % en 2009). Le terme de « Tahitiens » est employé pour désigner ces membres, même si ceux-ci sont originaires de la totalité de la Polynésie française, et donc potentiellement d'autres îles que Tahiti.

## Évolutions du peuplement
Les flux migratoires entre la Polynésie française et la Nouvelle-Calédonie se développent en parallèle de ceux des Wallisiens et Futuniens à partir des années 1950, à une moins grande échelle (en raison de perspectives d'emploi nettement plus diversifiées à Tahiti qu'à Wallis-et-Futuna, à quoi peut s'ajouter un attachement assez fort au Fenua, la terre d'origine, des Polynésiens français alors que l'immigration à des fins de régulation démographique, ou Tâvaka, est une tradition ancestrale pour les Wallisiens ou Futuniens). Leur intensité varie en fonction des contextes économiques dans les deux archipels, :
- dans les années 1950, surtout entre 1955 à 1963, une assez forte immigration polynésienne en Nouvelle-Calédonie est liée à des cours du nickel élevés et le maintien d'investissements étrangers liés à la présence de l'armée américaine durant la Seconde Guerre mondiale, entraînant de grands travaux d'infrastructures (barrage de Yaté, extension du réseau routier). 67,4 % des membres de la communauté recensée en 1969 sont arrivés entre 1950 et 1963 (cette proportion est retombée à 40 % pour les Tahitiens calédoniens en 1971). En 1963, la communauté comptait déjà 2 542 personnes, soit à peu près autant que l'autre apport démographique d'origine polynésienne, celui des Wallisiens et Futuniens, et environ 3 % de la population totale.
- dans les années 1960, entre 1963 et 1967, la conjoncture économique en Nouvelle-Calédonie est nettement moins bonne avec une chute des cours du nickel, tandis que le développement du tourisme ou la construction à partir de 1964 puis l'ouverture en 1966 du Centre d'expérimentation du Pacifique (CEP) a créé de nombreux emplois en Polynésie française. De ce fait, les mouvements de migrations polynésiennes vers la Nouvelle-Calédonie s'atténuent, voire se renversent, de nombreux Tahitiens arrivés avant 1963 rentrant alors au fenua ou s'orientent vers d'autres territoires (les Nouvelles-Hébrides, par exemple). Sur l'ensemble des Tahitiens calédoniens de 1969, seuls 14,4 % ont déclaré être arrivés durant ces quatre années (à peine 9 % de ceux de 1971). Et lors de ce recensement, la communauté totalisait 3 346 personnes, 3,3 % de la population totale (contre désormais 6 200 Wallisiens-Futuniens) et un accroissement global en 6 ans de 31,6 % (ou une croissance annuelle moyenne de 4,7 %).
- entre 1968 et 1973, l'économie néo-calédonienne repart de plus belle grâce aux activités minières et connaît une période de très forte croissance économique dite du « Boom du nickel », à quoi s'ajoutent les effets des Jeux du Pacifique de 1967, alors qu'au contraire le marché du travail se rétrécit en Polynésie française. Déjà en 1969, 9,1 % de la communauté était présent en Nouvelle-Calédonie depuis moins d'un an, et en 1971 ce sont 51 % des Tahitiens locaux qui sont arrivés en 1968, 1969 et 1971. Le solde du trafic des passagers entre Nouméa et Papeete s'est établi à + 965 de mars à décembre 1969, et de + 810 en 1970. Jean Fages, de l'ORSTOM, estime la population polynésienne française de Nouvelle-Calédonie à environ 5 400 personnes en mars 1971, soit un accroissement en 2 ans de 61,4 % (croissance annuelle moyenne de 27 %). Au recensement de 1976, ils sont 6 391 (la quatrième communauté du Territoire, derrière les Kanaks, les Caldoches et les Wallisiens-Futuniens, avec 4,8 % de la population totale), soit une population qui a presque doublé depuis 1969 (+ 91 %, croissance annuelle moyenne de 9,7 %) mais qui a déjà vu son accroissement freiné après le premier choc pétrolier qui a mis fin, durablement, à l'embellie économie de la Nouvelle-Calédonie (+ 18,4 % seulement depuis 1971, soit une croissance annuelle moyenne de 3,4 %).
- un repli jusqu'aux années 1990, en raison d'une situation économique plus morose en Nouvelle-Calédonie (contrairement à celle de la Polynésie française, qui décolle dans les années 1980 et connaît un certain « boom » dans les années 1990 grâce au tourisme et à perliculture), à quoi s'ajoutent de fortes tensions politiques liées à la montée des revendications identitaires et indépendantistes Kanak (la violence entre partisans et opposants à l'indépendance entre 1984 et 1988, période dite des « Évènements ») qui poussent beaucoup de Tahitiens calédoniens à retourner vers leur archipel d'origine. La population de la communauté décroît entre 1979 et 1996 : elle passe à 5 570 individus en 1983 (3,8 % de la population totale, - 12,9 % en 7 ans, - 1,9 % en moyenne par an) puis à 4 750 personnes en 1989 (2,9 % des Néo-Calédoniens, ils sont dépassés en nombre par les Indonésiens d'origine, - 14,7 % en 6 ans, - 2,6 % de croissance annuelle moyenne).
- depuis les années 1990, la population se stabilise autour des 5 000 individus, grâce à des départs moins nombreux que dans les années 1980 (voire à un retour à une certaine immigration, toutefois plus aussi importante qu'elle a pu être dans le passé, à partir de la deuxième moitié des années 2000, qui sont marquées par un nouveau « boom » industriel et minier de la Nouvelle-Calédonie face à une économie polynésienne touchée par la crise de ses deux secteurs d'activité clés, le tourisme et la perle, et par une forte instabilité politique) et à un accroissement naturel qui ancre plus la communauté au sein de la population locale, avec de nombreux métissages. En 1996, ils sont 5 171 habitants de la Nouvelle-Calédonie à se décrire comme « Tahitiens » (2,6 % du total, + 8,9 % par rapport à 1989 et donc une croissance annuelle moyenne sur ces 7 ans de 1,4 %), 4 985 en 2009 (2 % du total, - 3,6 % en 13 ans, - 0,3 % en moyenne par an, à qui peuvent s'ajouter une part difficile à déterminer des 8,3 % de résidents s'étant définis comme appartenant à « plusieurs communautés », ou métis, et des 5 % ayant préféré l'appellation plus générale de « Calédoniens ») puis 5 608 en 2014 (2,1 % du total, + 12,5 % par rapport à 2009 et ainsi le retour à une croissance annuelle assez forte avec une moyenne de + 2,5 %, à quoi il faut toujours ajouté une part indéfinissable des 8,6 % appartenant à « plusieurs communautés » et des 8,7 % se définissant comme « Autres » et surtout en tant que « Calédoniens »).

Au recensement de 2009, la répartition de la population tahitienne de Nouvelle-Calédonie selon leur année d'installation était la suivante :
- une majorité (53,8 %, dont 61,2 % avait moins de 30 ans) était native de Nouvelle-Calédonie (suivent 44,6 % nés en Polynésie française, 0,8 % dans un autre territoire français et autant à l'étranger). Cette proportion était portait à 85,3 % pour les moins de 20 ans, à 72,4 % pour les 20-29 ans, à 73,9 % pour les 30-39 ans, à 43,2 % pour les 40-49 ans, 12 % pour les 50-59 ans et seulement 9,6 % des plus de 60 ans.
- près du quart (24,3 %, et la majorité, 52,6 % des non natifs, 45,7 % d'entre eux avait en 2009 plus de 60 ans, et 44,8 % entre 40 et 59 ans) étaient arrivés en 1990 ou avant (et certainement une grande partie d'entre eux avant 1973). Cette proportion était de plus des deux tiers (67,4 %) chez les plus de 60 ans, à pratiquement les 3/5 (58,9 %) pour les quinquagénaires, et à un peu moins du tiers (31,6 %) pour les 40-49 ans.
- 1,5 % (et 3,2 % des non natifs) entre 1991 et 1995,
- 2,2 % (et 4,9 % des non natifs) entre 1996 et 2003,
- 5,1 % (et 11 % des non natifs) entre 2004 et 2009, marquant la reprise d'une petite immigration,
- 13,1 % (et 28,4 % des non natifs) ne se sont pas déclarés.

## Données démographiques

### La population océanienne la moins jeune
La communauté tahitienne présente une structure par âge nettement moins jeune, et plus âgée, que celle des deux autres principales populations océaniennes (les Kanak et les Wallisiens-Futuniens), s'approchant plutôt de celles des Européens ou de la France métropolitaine. Ainsi, au recensement de 2014, la proportion des moins de 20 ans était inférieure à la moyenne territoriale (31,99 %) avec 24,22 % (proche des 25,5 % d'Européens de cette tranche d'âge, et nettement moins que les 34,98 % de Kanak et les 34,02 % de Wallisiens-Futuniens, ils étaient 26,3 % dans cette tranche d'âge en 2009). Plus généralement, les moins de 30 ans constituent environ les 2/5 de la communauté (40,05 % en 2014 et 40,7 % en 2009, soit plus que pour les Européens avec 35,36 % en 2014 et 36,8 % en 2009, mais nettement en dessous des 56,6 % en 2009 puis 52,55 % en 2014 de Kanak et des 53,8 % en 2009 puis 50,2 % de Wallisiens-Futuniens de moins de 30 ans). Inversement, les 60 ans et plus atteignent 16,83 % (16,5 % en 2009, 5,3 points de plus en 2009 puis 4,35 points de plus en 2014 que pour l'ensemble de la population néo-calédonienne, et comparable aux 16,3 % en 2009 puis 17,67 % en 2014 des Européens, tandis que cette part n'est que de 8,1 % en 2009 puis de 9,5 % en 2014 chez les Kanaks et de 8,5 % en 2009 puis de 10,08 % en 2014 chez les Wallisiens-Futuniens).
| Hommes | Classe d’âge | Femmes |
| ------ | ------------ | ------ |
| 0,07   | 90 et plus   | 0,07   |
| 1,44   | 80-89        | 1,48   |
| 6,61   | 70-79        | 6,02   |
| 9,75   | 60-69        | 8,24   |
| 10,73  | 50-59        | 11,48  |
| 17,23  | 40-49        | 18,00  |
| 13,58  | 30-39        | 15,18  |
| 15,89  | 20-29        | 15,78  |
| 13,40  | 10-19        | 13,17  |
| 11,30  | 0-9          | 10,57  |

### Une population urbaine
Les Tahitiens sont surtout présents en Province Sud. Ainsi, ils n'étaient en 2014 que 365 dans le Nord (soit seulement 0,72 % de la population de cette province, et 6,51 % du total de la communauté, en 2009 ils étaient 247 soit respectivement 0,55 % et 4,95 %) et 16 dans les Îles Loyauté (0,09 % des habitants de la province, et 0,29 % de la communauté, ils étaient 14 individus pour respectivement 0,08 % et 0,28 % en 2009). Avec 5 227 individus dans le Sud, ils représentent 2,61 % de la population de cette province (4 724 personnes et 2,58 % des habitants du Sud en 2009).
Plus particulièrement, c'est dans le Grand Nouméa que se retrouvent la grande majorité des Tahitiens, étant assez présents dans les trois communes de banlieue (Mont-Dore, Dumbéa et Païta). En 2014, 5 029 résidaient dans l'agglomération du chef-lieu (2,8 % de la population grand nouméenne et 89,68 % du total de la communauté, contre 4 533 personnes, 2,77 % et 90,93 % en 2009). Parmi eux :
- 40,74 % habitaient Nouméa, soit 2 049 personnes et 2,05 % des résidents de la commune (respectivement 44,45 %, 2 015 habitants et 2,06 % en 2009),
- 29,57 % au Mont-Dore, soit 1 487 individus et 5,48 % des habitants de la commune (29,96 %, 1 358 et 5,29 % en 2009),
- 19,67 % à Dumbéa, soit 989 résidents et 3,11 % des Dumbéens (16,52 %, 749 et 3,11 % en 2009),
- 10,02 % à Païta, soit 504 personnes et 2,44 % de la population de la commune (9,07 %, 411 et 2,51 % en 2009).

En dehors du Grand Nouméa, les Tahitiens se retrouvent surtout dans le pôle urbain en développement de VKP (Nord et côte Ouest, 166 individus et 1,27 % de la population de la conurbation en 2014, dont 92 à Koné soit un gain de 32 personnes en cinq ans dans le chef-lieu de la Province Nord, 42 soit 23 de plus par rapport à 2009 à Voh et 32 pour 14 de plus à Pouembout, ils étaient 97 personnes dans cette conurbation et 1 % des habitants de VKP en 2009), les villages miniers de Thio (Sud et côte Est, 52 résidents et 1,98 % des membres de cette collectivité en 2009, 55 personnes et 2,08 % en 2014), Houaïlou (Nord et côte Est, 49 résidents et 1,24 % de la population en 2009, mais plus que 37 personnes et 0,87 % en 2014) et Népoui à Poya (Nord et côte Ouest, 32 personnes et 1,21 % de la population communale en 2009, 52 habitants et 1,71 % en 2014), ainsi que dans certaines communes rurales, notamment Koumac (Sud et côte Ouest, 25 individus et 0,7 % des habitants de la commune en 2009, 50 résidents et 1,18 % en 2014), Bouloupari (Sud et côte Ouest, 52 personnes soit 2,15 % de la population de cette commune en 2009, 47 habitants pour 1,56 % en 2014) ou Bourail (39 individus pour 0,78 % des Bouraillais en 2009, 42 habitants soit 0,77 % en 2014).

## Culture
Comme pour beaucoup d'autres communautés de Nouvelle-Calédonie, une association de promotion de la culture et d'organisation d'aminations, de célébrations ou fêtes propres à ce groupe a été créée dans les années 1970 et dotée d'un foyer culturel : il s'agit de Tahiti Nui, qui gère le Foyer tahitien installé depuis 1978 à côté de celui wallisien près de l'Aéroport de Magenta à Nouméa. Elle organise surtout des spectacles et galas de danse et musique tahitiennes, mais aussi des démonstrations d'autres arts traditionnels comme le tressage du pareo.
Bien que la communauté tahitienne soit démographiquement assez restreinte, plusieurs éléments de sa culture d'origine sont très populaires auprès des autres communautés et font donc l'objet d'un usage assez général : 
- dans la langue. Il peut s'agir de termes utilisés internationalement comme tabou, repris par les Kanak pour désigner de manière générale tout objet ou site ayant une valeur sacrée et symbolique, pareo ou fare. S'y ajoutent des mots clairement tahitiens utilisés dans le langage courant, comme rae rae pour les travestis d'origines polynésiennes et plus généralement aux homosexuels, nana pour dire au-revoir (concurrençant le tata anglo-saxon), fiu pour signifier la fatigue, mahi mahi pour désigner la dorade coryphène (poisson très apprécié en Nouvelle-Calédonie). Les prénoms tahitiens sont également assez répandus.
- dans la cuisine, avec surtout la salade tahitienne (poisson dans une sauce à base de citron et de lait de coco), le poé (dessert à base de fruits tropicaux comme de la banane ou de la citrouille mélangé à de l'amidon de maïs) ou le fafaru.
- dans la musique et la danse, dont, outre le tamure très présent dans des animations folkloriques et touristiques où il concurrence les danses traditionnelles kanak (le pilou ou le tchap), des genres particuliers issus de mélanges avec la culture occidentale et assez appréciés dans les soirées dansantes (quoique moins des populations les plus jeunes) : la valse tahitienne (à deux temps) en est l'un des principaux exemples. Des groupes ou troupes tahitiennes (ou plus généralement polynésiennes) sont populaires en Nouvelle-Calédonie et y font régulièrement des déplacements : troupe Fenua, Les Grands Ballets de Tahiti, Jean Gabilou, entre autres.

## Politique
La communauté tahitienne de Nouvelle-Calédonie reste majoritairement, comme les Wallisiens et Futuniens, anti-indépendantiste. Rolland Manéa a incarné dans les années 1980 les Tahitiens au sein du Rassemblement pour la Calédonie dans la République (RPCR) de Jacques Lafleur, avant de faire partie de la principale dissidence issue de ce dernier dans les années 1990, le mouvement Une Nouvelle-Calédonie pour tous (UNCT) de Didier Leroux, pour militer ensuite dans le parti Alliance, à l'Avenir ensemble et finalement à Calédonie ensemble. Les président successifs à partir de 2005 du Rassemblement-UMP (nouveau nom du RPCR de 2004 à 2014, devenu ensuite simplement Le Rassemblement) ont des origines tahitiennes : Pierre Frogier, par ailleurs sénateur depuis 2011, député de 1996 à 2011 et président de l'Assemblée de la Province Sud de 2009 à 2012, a des origines tahitiennes par son père (celui-ci était un métis franco-polynésien de Papeete) ; Thierry Santa, secrétaire général de ce même parti de 2013 à 2016 puis son président à partir de 2018, ancien président du Congrès de 2015 à 2018, est né et a grandi à Tahiti, avec des ascendants français, allemands, anglais et polynésiens.
Du côté indépendantiste, Yvon Faua est le secrétaire général de 2003 à 2013 puis le 1er vice-président depuis 2013 du Rassemblement démocratique océanien (RDO, parti ethnique polynésien et une des composantes du Front de libération nationale kanak et socialiste, dit FLNKS), et a été de manière éphémère un membre du gouvernement de la Nouvelle-Calédonie en mars 2011.

## Personnalités d'origine tahitienne de Nouvelle-Calédonie

### Personnalités politiques
- Yvon Faua : secrétaire général du RDO (indépendantiste) de 2003 à 2013 puis 1er vice-président de ce mouvement, membre du FLNKS, ancien membre du gouvernement de la Nouvelle-Calédonie en mars 2011.
- Pierre Frogier : président du Rassemblement-UMP puis Rassemblement (anti-indépendantiste) de 2005 à 2018, sénateur de la Nouvelle-Calédonie depuis 2011, député de la 2e circonscription de Nouvelle-Calédonie de 1996 à 2011, président de l'Assemblée de la Province Sud de 2009 à 2012, ancien président du Gouvernement de la Nouvelle-Calédonie de 2001 à 2004, du Congrès de 1995 à 1997 et de 2007 à 2009 et du Conseil de la Région Sud de 1986 à 1988, ainsi qu'ancien maire du Mont-Dore de 1987 à 2001.
- Nina Julié : conseillère provinciale du Sud pour Calédonie ensemble puis Générations NC depuis 2014, élue du Congrès de la Nouvelle-Calédonie de 2014 à 2019.
- Rolland Manéa : membre de Calédonie ensemble (anti-indépendantiste), ancien élu RPCR au Congrès et au Conseil de la Région Sud de 1985 à 1988 et Avenir ensemble puis Calédonie ensemble à l'Assemblée de la Province Sud de 2005 à 2009.
- Teiva Manutahi : homme politique autonomiste en Polynésie française (où il est retourné vivre enfant avec sa famille), président du parti Porinetia Ora.
- Thierry Santa : secrétaire général de 2013 à 2016 puis président depuis 2018 du Rassemblement, président du Gouvernement de la Nouvelle-Calédonie depuis 2019, président du Congrès de 2015 à 2018, conseiller municipal de Païta depuis 2014, ancien secrétaire général de la mairie du Mont-Dore de 2001 à 2002 et de 2004 à 2013.

### Sportifs
- Robert Teriitehau : véliplanchiste, champion du monde indoor à trois reprises et vice-champion du monde de funboard (toute discipline confondue) en 1995.

### Autres personnalités
- Tokahi Mathieu : Miss Nouvelle-Calédonie 2011.
- Vahinerii Requillart : Miss Nouvelle-Calédonie 2007, 1re dauphine de Miss France 2008 (Valérie Bègue).
- Pascale Taurua : Miss Nouvelle-Calédonie 1977, Miss France 1978.